# Napier Rock
Napier Rock – skała w Zatoce Admiralicji, kilka kilometrów od jej zachodniego brzegu, u wybrzeży Wyspy Króla Jerzego naprzeciw Zatoki Suszewskiego, wznosi się na wysokość ok. 5 m ponad lustrem wody. Po raz pierwszy skartografowana przez Francuską Ekspedycję Antarktyczną w latach 1908-1910. Nazwę nadał w 1960 r. Brytyjski Komitet Nazw Antarktycznych (United Kingdom Antarctic Place-Names Committee) na cześć naukowca Ronalda Gordona Napiera, który utonął po wywróceniu się pontonu w czasie ekspedycji do Zatoki Admiralicji 24 marca 1956.